# 레드 테일스
《레드 테일스》(영어: Red Tails)는 2012년 개봉한 미국의 전쟁 영화이다. 인종 차별을 극복하고 제2차 세계 대전에서 활약한, 흑인 조종사들로만 이루어진 332 전투 비행단의 이야기를 그린다.

## 줄거리
제2차 세계 대전이 한창인 와중에 흑인들은 여전히 차별 대우를 받고 있었다. 흑인은 비행기 조종을 꿈도 못꾸던 시대, '터스키기(Tuskegee) 훈련 프로그램'에 참여한 흑인 조종사들로만 구성된 비행단이 창설되고, 이들은 폭격기 호위라는 막중한 임무를 맡게 된다.

## 출연
- 테런스 하워드
- 큐바 구딩 주니어
- 네이트 파커
- 데이비드 오옐로워
- 트리스턴 와일즈
- 니요
- 일라이자 켈리
- 마커스 T. 포크
- 레슬리 오덤 주니어
- 마이클 B. 조던
- 메소드 맨
- 브라이언 크랜스턴
- 케빈 필립스
- 안드레이 로이오
- 리 터거슨
- 제럴드 맥레이니
- 대니엘라 루아
- 폴 폭스
- 매슈 마시
- 라이언 얼리
- 헨리 개릿
- 로버트 커진스키
- 릭 오토
- 조시 댈러스
- 에드위나 핀들리
- 스테이시 데이비스
- 어멜 어민
- 루퍼트 펜리존스

## 기타 제작진
- 공동 제작: 알레스 코마레크
- 배역: 알렉사 L. 포걸
- 미술: 마이클 칼린, 닉 파머
- 세트: 티나 존스
- 의상: 앨리슨 미첼